# Heinrich Rodemer
Heinrich Rodemer (* 21. Januar 1908 in Frankfurt am Main; † 24. November 1980) war ein deutscher Jurist, Redakteur und Politiker (FDP).

## Leben
Nach dem Abitur 1927 am alten Realgymnasium in Frankfurt am Main studierte Rodemer Rechts- und Staatswissenschaften, Volkswirtschaft, Geschichte und Kunstgeschichte in Frankfurt am Main und Wien. Er beendete sein Studium 1933 mit dem ersten juristischen Staatsexamen und war von 1934 bis 1940 als Redakteur in Darmstadt und Berlin tätig. Zum 1. August 1932 trat er der NSDAP bei (Mitgliedsnummer 1.202.316).
Von 1940 bis 1945 nahm er als Soldat am Zweiten Weltkrieg teil. Ebenfalls ab 1940 war Rodemer Mitarbeiter im Reichsministerium für Volksaufklärung und Propaganda, von welchem aus er sich (1942?) als „Wortberichter“ zu Propagandakompanien beim Heer versetzen ließ. Im Jahr 1944 wechselte er zum Stab des Reichspressechefs im Führerhauptquartier, wo er womöglich für den Auslandsnachrichtendienst eingesetzt wurde.
Als Sonderführer (Z) einer Propaganda-Kompanie verfasste Rodemer 1942 die Broschüre Gebirgsjäger in Griechenland für die Kriegsbücherei der deutschen Jugend.
Rodemer hatte von 1946 bis 1949 eine kaufmännische Tätigkeit in Darmstadt inne, wandte sich anschließend erneut dem Journalismus zu und war von 1949 bis 1957 Chefredakteur des Deutschen Kuriers in Frankfurt/Main.
Rodemer trat 1948 der FDP bei. Er war Vorsitzender des FDP-Bezirks Nord-Hessen und zeitweise Mitglied im geschäftsführenden Landesvorstand der hessischen Liberalen.
Rodemer war von 1952 bis 1956 Ratsmitglied der Stadt Darmstadt. Er gehörte von 1954 bis 1970 dem hessischen Landtag an, war dort von 1958 bis 1965 sowie von 1968 bis 1970 stellvertretender Vorsitzender und von 1965 bis 1968 Vorsitzender der FDP-Fraktion. Bei der Bundestagswahl 1953 kandidierte er auf Platz 10 der hessischen Landesliste der FDP. Da diese nur 9 Mandate erhielt, wurde er nicht Bundestagsabgeordneter. 
Von 1958 bis 1960 war er ehrenamtlicher Stadtrat in Darmstadt. Von 1960 bis 1970 amtierte er als Bürgermeister der Stadt Bad Wildungen. Er wurde am 27. Juni 1960 mit 14 von 24 Stimmen in dieses Amt gewählt. 1966 wurde er mit 23 von 25 Stimmen im Amt bestätigt. 
1968 wurde er mit dem Großen Verdienstkreuz der Bundesrepublik Deutschland ausgezeichnet.